# Dare (Band)
Dare ist eine britische Rockband aus Oldham, England.

## Geschichte

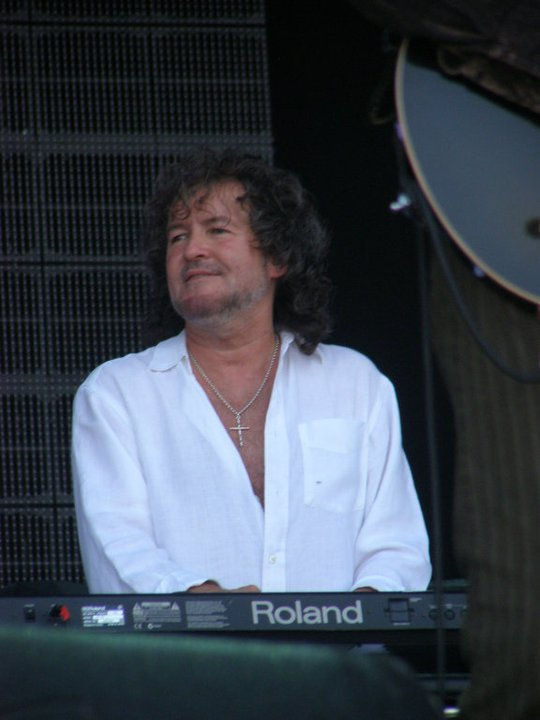
Darren Wharton 2011

Im Jahr 1985 gründeten der ehemalige Thin-Lizzy-Keyboarder Darren Wharton und Vinny Burns (Ultravox, Ten, Asia), ein Ausnahmegitarrist, in Oldham (Großbritannien) die Band. Der Schlagzeuger Ed Stratton wurde wenige Monate nach der Gründung der Band durch James Ross ersetzt. Nachdem ein Plattenvertrag mit A&M geschlossen worden war, arbeitete man direkt an einem Debütalbum Out of the Silence, das 1988 erschien. Nachdem sich die Band mit dem Debüt einen guten Namen machte, wurden sie als Toursupport für Europe, Jimmy Page und Gary Moore verpflichtet. Trotz des Erfolges trennt sich James Ross von der Band. Um die neue CD einzuspielen, musste ein neuer Schlagzeuger gefunden werden: Greg Morgan. Nigel Clutterbuck kam als neuer Bassist dazu. Das zweite Album Blood from Stone erschien 1991. Trotz Fans hatte die Band kein Glück und man trennte sich und verlor infolgedessen den Plattenvertrag mit A&M.
Darren Wharton belebte die Band mit anderer Besetzung (Martin Wilding, Bass; Richard Dews und Andy Moore, Gitarre) 1998 erneut und veröffentlichte unter MTM Music (München) unerwartet ein neues Album Calm Before the Storm. Wharton arbeitete erneut an einem neuen Album, worauf es wieder zu einem Musikerwechsel kam: Wilding wird durch Brian Drawbridge ersetzt, verstärkt sich mit den beiden Brüdern Simon Gardner, Keyboard, und Julian Gardner, Trommel. Belief, das dem Stil Melodic Rock entspricht, erschien im Herbst 2001. 2002 tourte die Band durch Europa, diese wurde 2005 mit The Power of Nature... Live in Munich veröffentlicht. 2004 erschien die neue CD Beneath the Shining Water. Auf diesem Album unterstützte Andy Moore mit Gitarre, am Schlagzeug gab es einen Wechsel: Gavin Mart.
2009 erschien dann Arc of the Dawn. Seit 2009 sind Vinny Burns, Richie Dews und Kevin Whitehead wieder dabei. 2012 erschien das Album Calm Before the Storm 2. Das aktuelle Album Sacred Ground wurde im Juli 2016 veröffentlicht und erstmals live beim Bang your Head Festival in Balingen am Tag der Veröffentlichung am 14. Juli 2016 unter anderem mit dem Titelsong Home präsentiert. Am 15. Juli 2016 war das Album bereits auf Platz 1 der Amazon Bestseller.
Nach längerer Pause wurde am 1. April 2022 das Album Road to Eden bei Legend Records veröffentlicht.

## Stil
Durchgehend sind alle Alben gitarrenlastig, die starke, leicht rauchige Stimme von Wharton macht mitunter den kernigen Sound von Dare aus.
Auf der CD Belief werden einige Titel durch typische irische Klänge durch Violine, Whistle und Pipe begleitet: Der erste Track Silent Thunder: Das Intro wird mit einer Tin Whistle geführt und im Finale kommen Violinen zum Einsatz, im zweiten Track Dreams on Fire wieder Tin Whistle im ganzen Stück, Track sechs We were Friends wechselt im Intro zwischen Pipe und E-Gitarre, wobei man beim Gitarrenspiel des Intros den Stil von Mike Oldfield herauszuhören denkt. Sie ist die einzige Scheibe, die diese Elemente enthält.

## Besonderheiten
MTM Music war ein deutsches Label mit Sitz in München, die Gesellschaft wurde 2008 liquidiert, nur zwei Studioalben der Band wurden unter diesem Label veröffentlicht: Calm Before the Storm und The Power of Nature... Live in Munich.

## Diskografie

### Alben
| Jahr | Titel            | Höchstplatzierung, Gesamtwochen, AuszeichnungChartplatzierungen (Jahr, Titel, Platzierungen, Wochen, Auszeichnungen, Anmerkungen) | Höchstplatzierung, Gesamtwochen, AuszeichnungChartplatzierungen (Jahr, Titel, Platzierungen, Wochen, Auszeichnungen, Anmerkungen) | Anmerkungen |
| Jahr | Titel            | CH | UK | Anmerkungen |
| ---- | ---------------- | --- | --- | ----------- |
| 1991 | Blood from Stone | CH37 (1 Wo.)CH | UK48 (1 Wo.)UK | A&M Records |
| 2016 | Sacred Ground    | CH41 (1 Wo.)CH | — | A&M Records |
| 2022 | Road to Eden     | CH12 (1 Wo.)CH | — | A&M Records |

Weitere Alben
- 1988: Out of The Silence
- 1998: Calm Before the Storm (MTM Music)[5]
- 2001: Belief (Legend Records)[6]
- 2004: Beneath the Shining Water (Legend Records)[7]
- 2005: The Power of Nature... Live in Munich (MTM Music)[8]
- 2009: Arc of the Dawn (Legend Records)[9]
- 2012: Calm Before the Storm 2 (Legend Records)[10]

### Singles
| Jahr | Titel Album                                      | Höchstplatzierung, Gesamtwochen, AuszeichnungChartsChartplatzierungen (Jahr, Titel, Album, Platzierungen, Wochen, Auszeichnungen, Anmerkungen) | Anmerkungen |
| Jahr | Titel Album                                      | UK | Anmerkungen |
| ---- | ------------------------------------------------ | --- | ----------- |
| 1988 | Abandon Out of The Silence                       | UK71 (5 Wo.)UK |             |
| 1989 | Nothing Is Stronger Than Love Out of The Silence | UK95 (1 Wo.)UK |             |
| 1989 | The Raindance Out of The Silence                 | UK62 (3 Wo.)UK |             |
| 1991 | We Don’t Need A Reason Blood from Stone          | UK52 (2 Wo.)UK |             |
| 1991 | Real Love Blood from Stone                       | UK67 (1 Wo.)UK |             |